# 斗西路站
斗西路站位于厦门市思明区厦禾路斗西路，为厦门快速公交一，二，三号线的高架侧式车站，于2008年9月1日启用。车站以淡蓝色作为布置的主要色彩。车站共有两个出入口。

## 车站出口
- 厦禾路北侧，斗西路东
- 厦禾路南侧，斗西路东

## 连接线
斗西路站有两条配套连接线，为“L3”和“L4”。票价为单一票价五角，使用厦门易通卡为三角。
- L3起止站均为斗西路口站（南侧），途径园南小学站，新华路站，建设大厦站。沿途可达厦门市口腔医院，中山公园，厦门市园南小学，厦门市公安局。
- L4起止站均为斗西路口站（北侧），途径十一中站，滨南斗西路口站，光华大厦站。沿途可达厦门市第十一中学，滨南长途车站，厦门市工商局。